# Sovski Dol
Sovski Dol es una localidad de Croacia en el ejido del municipio de Čaglin, condado de Požega-Eslavonia.

## Geografía
Se encuentra a una altitud de 188 m s. n. m. a 205 km de la capital nacional, Zagreb.

## Demografía
En el censo 2011 el total de población de la localidad fue de 121 habitantes.
| Gráfica de población de Sovski Dol 1857-2011                        |
|                                                                     |
| Según los censos de población de la oficina estadística de Croacia. |